# Vladislav Grinëv
Vladislav Sergeevič Grinëv (in russo Владислав Сергеевич Гринёв?; Mosca, 21 luglio 1996) è un nuotatore russo, due volte campione europeo nella staffetta 4×100 metri stile libero maschile.

## Palmarès
- Mondiali

Gwangju 2019: argento nella 4x100m sl, bronzo nei 100m sl e nella 4x100m misti.
Singapore 2025: argento nella 4x100m sl mista.
- Mondiali in vasca corta

Hangzhou 2018: argento nella 4x100m sl, nella 4x200m sl e nella 4x100m misti.
Abu Dhabi 2021: oro nella 4x100m sl, argento nella 4x50m sl e nella 4x200m sl, bronzo nella 4x100m misti.
- Europei

Glasgow 2018: oro nella 4x100m sl, argento nella 4x100m misti e bronzo nella 4x100m sl mista.
Budapest 2020: oro nella 4x100m sl.
- Europei in vasca corta

Glasgow 2019: oro nella 4x50m sl, nella 4x50m misti e nella 4x50m sl mista, bronzo nei 100m sl.
Kazan 2021: argento nella 4x50m misti, bronzo nei 100m sl e nella 4x50m sl.

## International Swimming League
| Stagione 2019   | Stagione 2020 | Stagione 2021   |
| --------------- | ------------- | --------------- |
| Aqua Centurions | -             | Aqua Centurions |